# Sunifiram
Sunifiram (DM-235) es un fármaco ampakina que actúa como un modulador alostérico positivo del receptor AMPA, que ha demostrado tener efectos nootrópicos en animales con una potencia significativamente mayor al que presenta el piracetam. Una serie de compuestos relacionados son conocidos, siendo uno de ellos el unifiram (DM-232).